# الخط الزمني للحرب الأهلية السورية (يناير–أبريل 2016)
هذه المقالة تتعلق بالحرب الأهلية السورية في الفترة من يناير إلى أبريل 2016.

## يناير 2016

### 4 يناير
بعد أيام من الاشتباكات مع الجيش السوري الحر وقوات الجبهة الإسلامية يستولى الجيش السوري على 55-60٪ من الشيخ مسكين في محافظة درعا.
دعمت جماعات الجيش السوري الحر القرار السعودي بقطع العلاقات الدبلوماسية مع إيران.

### 6 يناير
أبو راتب الحمصي، زعيم جماعة أحرار الشام المتمردة في حمص، اغتيل على يد مسلحين مجهولين في قرية فرهانية.

### 7 يناير
سيطرت قوات الدفاع الوطني الحكومية (سوريا) قرية صحراء البيارات في الريف الشمالى غرب تدمر من الدولة الإسلامية في العراق والشام. كما وقعت اشتباكات بين الطرفين بالقرب من قرية الدعوة الصغيرة. وفي اليوم نفسه، خاضت وحدات حماية الشعب مقاتلي الدولة الإسلامية دفاعا عن عين عيسى وسارين وسد تشرين الذي تم الاستيلاء عليه من داعش في ديسمبر / كانون الأول 2015.

### 11 يناير
دخلت قافلة مساعدات تقودها الأمم المتحدة مدينة مضايا المحاصرة لتوصيل المساعدات الغذائية والطبية إلى 40 ألف شخص. كما تصل المساعدات إلى قريتي الفوعة وكفريا تحت حصار قوات المتمردين في محافظة إدلب.

### 12 يناير
القوات المسلحة السورية تسيطر على معقل سلمى المتمرد في محافظة اللاذقية.
وفقا لبوتين، قد يحصل الأسد على اللجوء من روسيا.

### 17 يناير
يعلن المتمردون السوريون سيطرة كاملة على دوديان، ياني يابان، براجدة، قرى الياروبية في شمال شرق حلب، التي أخذوها من داعش.
اختطفت الدولة الإسلامية في العراق والشام أكثر من 400 مدني من ضاحية البغالية في مدينة دير الزور السورية، بعد اشتباكات مع قوات الجيش السوري وحلفائهم أسفرت عن مقتل أكثر من 150 مقاتلا.

### 24 يناير
أصاب صاروخ باليستي مركز شرطة تابع لجبهة النصرة في إدلب أسفر عن مقتل 11 مقاتلا إسلاميا و 5 مدنيين.

### 25 يناير
وحدات الجيش السوري وحلفاؤه يسيطرون على معقل شيخ مسكن المتمرد الجنوبي يقطع إمدادات المتمردين نحو دارا.

### 31 يناير
قتل 71 شخصا في تفجيرات انتحارية في دمشق أنشأتها منظمة داعش الإرهابية.

## فبراير 2016

### 1 فبراير
الجيش السوري يعلن عن بدء المرحلة الثالثة من الهجوم اللاذقية بهدف إغلاق الزاوية الشمالية الشرقية لمحافظة اللاذقية وإنشاء خط أمامي في مدينة جسر الشغور المتمردة.

### 3 فبراير
الجيش السوري كسر حصار النبل والزهراء في محافظة حلب الشمالية، وربط مع المدافعين عن نوبل في قرية معراس الخان بعد معركة استمرت 3 أيام.

### 4 فبراير
وقال كبير دفاع سعودي إن السعودية مستعدة لإرسال قوات برية إلى سوريا إذا قبلتها الولايات المتحدة. أعلنت دولة الإمارات العربية المتحدة عن نواياها لنشر قوات برية في سوريا وفقا لوزير الدولة للشؤون الخارجية أنور قرقاش، لكنها أضافت أن قيادة الولايات المتحدة شرط مسبق لدولة الإمارات العربية المتحدة.

### 7 فبراير
حذر وزير الخارجية السوري من التدخل البري الخارجي. وقال وزير الخارجية السوري وليد المعلم إن أي قوات من الجيش الأجنبي تدخل سوريا دون موافقة الحكومة «ستعود إلى ديارها في تابوت خشبي»، في إشارة إلى السعودية التي لم تصدر في اليومين الماضيين.
وقال بسام الكويتي، وهو من المعارضة السورية السياسية، لصوت أمريكا إن المعارضة المعتدلة تواجه محوها في شمال حلب مع استمرار الهجوم السوري المدعوم من روسيا. قوات الجيش السوري الحر تعتمد بالفعل على أحرار الشام والقاعدة المرتبطة بجبهة النصرة، حيث تقوم بدمج وحل الخيار الأخير.

### 8 فبراير
وكيل شركة MI6 السابق ألاستير كروك، يحذر من وجود جيش سوري وشيك يحيط بمجموعات الجهاديين في حلب، داخل مرجل في شمال حلب.

### 12 فبراير
ثلاثة من ميليشيات شايت المدعومة من الولايات المتحدة تعمل الآن مع قوات الجيش الموالية لسوريا التي تقاتل متمردين آخرين من الولايات المتحدة في جنوب حلب، وفقا لمسؤولين اثنين من دفاع الولايات المتحدة.

### 13 فبراير
تركيا تقصف مواقع وحدات حماية الشعب في شمال حلب.

### 15 فبراير
غارة جوية روسية دمرت مجمعا في شمال سوريا مع مقتل سبعة أشخاص على الأقل، وفقد أكثر من عشرة أشخاص يفترض أنهم ماتوا.
يتهم رئيس الوزراء التركي أحمد داود أوغلو روسيا بأنها «منظمة إرهابية» في سوريا، قائلا: «إذا استمرت روسيا في التصرف وكأنها منظمة إرهابية وأجبرت المدنيين على الفرار، فإننا سوف نقدم استجابة حاسمة للغاية».

### 17 فبراير
وتفيد تقارير العربية بأن المسؤولين الأتراك يشعرون بعدم الارتياح إزاء الولايات المتحدة فيما يتعلق بموقفها مع الأكراد.

### 18 فبراير
أعلن عادل الجبير، وزير خارجية المملكة العربية السعودية، أن عملية برية بقيادة الولايات المتحدة في سوريا ستركز على محاربة تنظيم الدولة الإسلامية، وليس النظام السوري.

### 21 فبراير
وقتل ما لا يقل عن 46 شخصا وجرح عدة في انفجار سيارة مفخخة في مدينة حمص. وقتل ما لا يقل عن 30 شخصا في عدة انفجارات قرب دمشق. وقد دبر تنظيم داعش كلا الحادثين.
قام الجيش العربي السوري والقوات الموالية للحكومة بتطويق وتجاوز سهول السفيرة بين حلب والقاعدة الجوية الكويتية العسكرية. تم ضبط 20 قرية على مدار ال 24 ساعة الماضية وتم تطهير 40 كيلومترا من الطريق السريع. وبالإضافة إلى ذلك، قتل 50 من مقاتلي داعش خلال ال 24 ساعة الماضية.

### 22 فبراير
الولايات المتحدة وروسيا توافقان على وقف إطلاق النار من جميع الأطراف التي ستستبعد داعش وجبهة النصرة المرتبطة بالقاعدة تبدأ في 27 فبراير.
استولى جند الأقصى والجيش السوري الحر على قرية رأس النفل، جنوب غرب بحيرة جابول، مما أدى إلى قطع طريق إيثريا-خناسر ثانية للمرة الثانية خلال 5 أشهر. وفي عمل منسق، استولى تنظيم الدولة الإسلامية أيضا على عدة قرى على طول الشاطئ الجنوبي لبحيرة جبول وجنوب رأس النفل، مما أدى إلى إغلاق المزيد من طريق حلب وطريق الشيخ هلال - الإثرية. وقد فشلت الهجمات المضادة للجيش العربي السوري في طرد المسلحين فورا من غالبية المواقع التي تم الاستيلاء عليها.

### 25 فبراير
في أعقاب المتمردين الموحدين واختراق تنظيم الدولة الإسلامية في جنوب بحيرة بحيرة جبول، شن الجيش السوري هجوما مضادا واسع النطاق، مما أدى إلى إزاحة تنظيم الدولة الإسلامية في العراق والشام من بلدة خاناسير التي استولوا عليها قبل يومين.

### 27 فبراير
واعتمد مجلس الأمن بالإجماع قرارا يطالب جميع الأطراف بالامتثال لأحكام من صفقة بين الولايات المتحدة وروسيا بشأن «وقف الأعمال العدائية».

### 28 فبراير
المملكة العربية السعودية تتهم روسيا وسوريا بانتهاكات وقف إطلاق النار

### 29 فبراير
ويأتي وقف إطلاق النار بوساطة روسية أمريكية على الرغم من اتهامات الأطراف المعنية. فرنسا تريد إجابات على انتهاكات وقف إطلاق النار.
أعاد الجيش العربي السوري فتح طريق توريد إلى مدينة حلب، واستكمل هجوم خاناسير عام 2016 ضد تنظيم الدولة الإسلامية في العراق والشام.

## مارس 2016

### 2 مارس
وقتلت سيارة مفخخة ما لا يقل عن 18 عضوا من جبهة الثوار السورية بما في ذلك زعيمها محمد القيري، المعروف أيضا باسم أبو حمزة النعيمي في جنوب سوريا. وكان من المحتمل أن تنفذ هذه الهجمات من قبل خلايا داعش النائمة.

### 4 مارس
ضربت غارة جوية سورية مدينة دوما في الغوطة الشرقية، مما أدى إلى مقتل شخص واحد. من غير المعروف ما إذا كان القتيل مدنيا أو مقاتلا متمردا. وقد لقى أكثر من 118 شخصا مصرعهم خلال مناطق وقف اطلاق النار التي استمرت 5 أيام بما فيها 24 مدنيا. وفي الوقت نفسه، في المناطق غير الهدنة، ارتفع عدد القتلى إلى 552، معظمهم في اشتباكات ضد تنظيم الدولة الإسلامية.

### 12 مارس
وأفاد متمردون سوريون بأنهم أسقطوا طائرة حربية بالقرب من حماة. ضبطت جبهة النصرة المرتبطة بالقاعدة قواعد وأسلحة مجموعة متمردة تدعمها الغرب في قتال بين عشية وضحاها في شمال غرب سوريا. وقال وزير الخارجية السوري وليد المعلم إن محادثات السلام ستفشل إذا حاول أي طرف مناقشة الرئاسة في حكومة انتقالية، ووصف بشار الأسد بأنه «خط أحمر».

### 15 مارس
بدأت روسيا انسحابا جزئيا للقوات من سوريا، بيد أن الغارات الجوية ستستمر.

### 24 مارس
القوات الحكومية السورية تستعيد تدمر، بمساعدة الضربات الجوية الروسية، بعد أن فقدتها لتنظيم داعش في مايو / أيار 2015.

## أبريل 2016

### 2 أبريل
والقاعدة المرتبطة بجبهة النصرة ومتمردين سوريين آخرين يهاجمون القوات الحكومية السورية، ويأخذون تلة إستراتيجية منهم.

### 4 أبريل
القوات الحكومية السورية تغتنم مدينة القريتين من تنظيم الدولة الإسلامية.
السلطات التركية تسجن المقاتل التركماني الذي تم تصويره مما أسفر عن مقتل الطيار في 2015 سوخوي سو-24 شوتون الروسية.

### 5 أبريل
قامت الجبهة السورية لتنظيم القاعدة، جبهة النصرة، بإسقاط طائرة تابعة للقوات الجوية العربية السورية بالقرب من حلب واستولت عليها.

### 6 أبريل
«أبو صققر» أحد المتمردين السوريين الذي ظهر في عام 2013 في شريط فيديو يحاول أن يأكل قلب جندي سوري ميت، يقتل في ريف إدلب.

### 15 أبريل
مقتل ما لا يقل عن 210 مقاتلين في حلب خلال أسبوع من القتال. 82 من القوات الحكومية و 94 من المتمردين و 34 من الجهاديين من تنظيم الدولة الإسلامية وفقا للمرصد السوري لحقوق الإنسان